# ريتشارد دبليو. هنت
ريتشارد دبليو. هنت (بالإنجليزية: Richard W. Hunt)‏ هو ضابط أمريكي، ولد في عقد 1950.